# 脫氧鳥苷
去氧鳥苷（Deoxyguanosine）是一種屬於核苷的化合物，與鳥苷相似，但少了一個位於核糖2'位置上的氧原子，因此稱為去氧鳥苷。若是在5'位置加上一個磷酸基團，可轉變成為去氧鳥苷單磷酸。
脱氧鸟苷是组成DNA的四个脱氧核糖核苷酸之一。